# Oberkotzau
Oberkotzau er en købstad (markt) i Landkreis Hof i den nordøstlige del af den bayerske regierungsbezirk Oberfranken i det sydlige Tyskland. Den ligger cirka 5 kn. syd for byen Hof.

## Geografi
Den lille flod Schwesnitz, der er en biflod til Schwarza, løber gennem byen.

I kommunen er der ud over Oberkotzau seks landsbyer:
| - Fattigau - Autengrün - Pfaffengrün | - Wustuben - Am Wendler - Haideck |